# Castries

Lage von Castries auf St. Lucia (roter Punkt)

Castries [engl. kæsˈtriːs] ist die Hauptstadt des karibischen Inselstaats St. Lucia und hat etwa 3.661 Einwohner im Stadtgebiet und 16.134 Einwohner im suburbanen Bereich. Sie liegt im gleichnamigen Quarter an der Nordwestküste der Insel und ist etwa 65 Kilometer vom martiniqueschen Hauptort Fort-de-France entfernt.
Castries ist Sitz des Erzbistums Castries.

## Geschichte
Castries wurde in den Jahren 1765 bis 1768 von den Franzosen erbaut und 1785 nach Charles Eugène Gabriel de La Croix de Castries, marquis de Castries benannt. 1794 benannte Edward Augustus, Duke of Kent and Strathearn die Stadt nach seiner Mutter Königin Charlotte von England in „Charlottesville“ um. Im April 1796 wurde die Stadt mit Kanonen beschossen und durch das entstandene Feuer vollständig zerstört. Auch in den Jahren 1813, 1927 und 1948 brannte die Stadt zu großen Teilen komplett aus.
Nachdem im Jahre 1863 das erste kohlebeladene Schiff in den Hafen Castries einfuhr, entwickelte sich in der Stadt eine Kohleindustrie, die jedoch ab 1906 bedingt durch den Krieg und den Bau des Panamakanals 1914, sowie die Weltwirtschaftskrise 1927 wieder abbrach.

## Wirtschaft
Der Hafen der Stadt gilt als einer der besten der Westindischen Inseln. Es werden hauptsächlich Bananen, aber auch Zuckerrohr, Rum, Sirup, Kakao, Kokosnüsse, Öle und verschiedene tropische Früchte exportiert. Unweit der Stadt befindet sich der George F. L. Charles Airport.

## Kultur
1973 wurde das Folk Research Centre (FRC) gegründet, das sich der Dokumentation und der Erforschung der Alltagskultur widmet, u. a. der reichen Tradition der mündlich überlieferten Geschichten der „koudmen“, der afrokaribischen Kreolisch sprechenden (älteren) Inselbewohner. Es verfügt über ein entsprechendes Tonarchiv und über die bedeutendste Bibliothek des Landes. Es bietet Sprachkurse zum örtlichen Kwéyòl an und führt seit 1984 alljährlich Ende Oktober den Jounen Kwéyòl, den Tag des Kreolischen, durch, eines der wichtigsten Volksfeste auf St. Lucia. Seit 1999 hat das Folk Research Centre seinen Sitz auf dem Mount Pleasant oberhalb der Altstadt von Castries. 2017 wurde es zu Ehren seines langjährigen Leiters Patrick A. B. Anthony (* 1947) nach ihm benannt.

## Söhne und Töchter der Stadt
- William Arthur Lewis (1915–1991), Nobelpreisträger für Wirtschaftswissenschaften (1979)
- Dunstan St. Omer (1927–2015), Maler
- Derek Walcott (1930–2017), Nobelpreisträger für Literatur (1992)
- Emile Ford (* 1937), Sänger einer britischen Rockabilly-Band der frühen 1960er Jahre
- Julian Robert Hunte (* 1940), Diplomat und Politiker, Präsident der 58. UN-Generalversammlung (2003)
- Kendel Hippolyte (* 1952), Schriftsteller
- Philip Pierre (* 1954), Politiker und Premierminister
- Stephenson King (* 1958), Politiker und ehemaliger Premierminister
- Levern Spencer (* 1984), Hochspringerin
- Johnson Charles (* 1989), Cricketspieler
- Chris Boucher (* 1993), Basketballspieler
- Delan Edwin (* 1996), Sprinter
- Julien Alfred (* 2001), Sprinterin und Olympiasiegerin

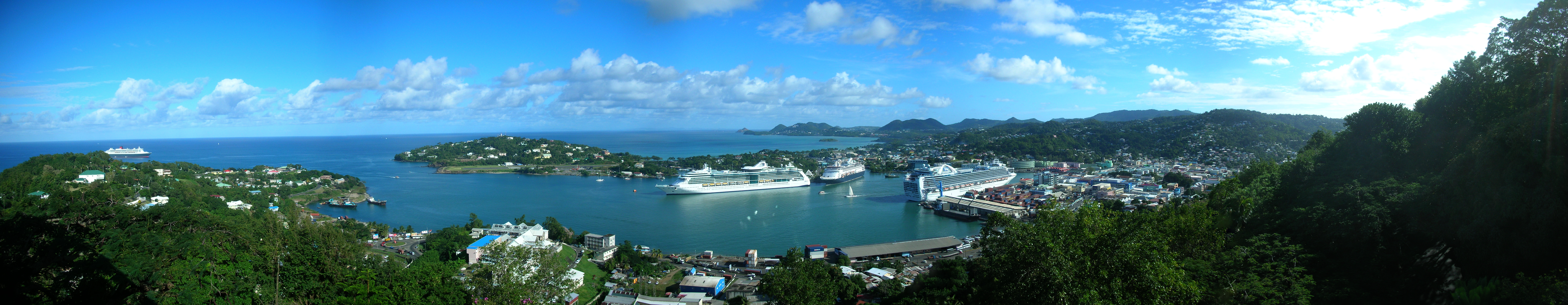
Panorama des Hafens von Castries